# Świętojańskie Koncerty Organowe im. Mariana Dorawy
Świętojańskie Koncerty Organowe im. Mariana Dorawy – coroczny festiwal muzyki organowej odbywający się w czerwcu, w kościele świętych Janów w Toruniu.
Myślami przewodnimi festiwalu są powrót do korzeni corocznych „Świętkojańskich Koncertów Organowych” (obecnie „Świętojański Festiwal Organowy”) zapoczątkowanych 1985 w toruńskiej farze oraz upamiętnienie Mariana Dorawy – historyka sztuki i konserwatora zajmującego się na przełomie lat 70. i 80. XX wieku konsultacjami przy renowacji organów w kościele świętych Janów w Toruniu. Dyrektorem artystycznym festiwalu jest organista katedralny Dawid Wesołowski.
Podczas 1. i 2. edycji festiwalu, 9 koncertów prezentujących muzykę od renesansu do współczesności wykonali polscy organiści: Bartosz Jakubczak, Jarosław Tarnawski, Andrzej Szadejko, Krzysztof Urbaniak, Błażej Musiałczyk, Tomasz Głuchowski, Stanisław Maryjewski, Marcin Łęcki oraz Henryk Jan Botor.